# Lycosa praegrandis
Lycosa praegrandis är en spindelart som beskrevs av Carl Ludwig Koch 1836. Lycosa praegrandis ingår i släktet Lycosa och familjen vargspindlar. Utöver nominatformen finns också underarten L. p. discoloriventer.